# Grallaria urraoensis
Grallaria urraoensis — вид горобцеподібних птахів родини Grallariidae. Описаний у 2010 році.

## Поширення
Ендемік Колумбії. Вид описаний з масиву Парамо Фронтино в Західних Андах. Він відомий лише з пташиного заповідника Колібрі-дель-Соль та найближчих околиць у департаменті Уррао. Ареал виду обмежується верхньогірськими хмарними лісами, де переважає колумбійський дуб (Quercus humboldtii), на висоті від 2 600 до 3 300 метрів